# باربی، آردن
باربی (به فرانسوی: Barby) یک کمون (فرانسه) در فرانسه است که در آردن (دپارتمان) واقع شده‌است. باربی ۱۱٫۳۲ کیلومتر مربع مساحت دارد ۷۳ متر بالاتر از سطح دریا واقع شده‌است.